# Ленка Газдикова
Ленка Газдикова (словац. Lenka Gazdíková; нар. 18 березня 1986, Братислава, Чехословаччина) — словацька футболістка, воротар.

## Клубна кар'єра
Свою кар’єру розпочала в молодіжній команді «Слован» (Братислава), де в 2002 році переведена до першої команди. Після трьох років у вищій жіночій футбольній лізі Словаччини у братиславському «Словані», влітку 2005 року підписала контракт з чеським клубом першого дивізіону «Спарта» (Прага). Однак у команді стада другим воротарем й під час зимової перерви сезону 2012/13 років перейшла в клуб другого дивізіону «Крупка». У січні 2014 року покинула Чехію, щоб підписати контракт з австрійським «Альтенмарктом».

## Кар'єра в збірній
З 2002 року виступала в складі національної збірної Словаччини.